# Dooega
Dooega (en irlandés Dumha Éige) es una población irlandesa situada al suroeste de la isla de Achill en el Condado de Mayo. Se encuentra en la región Gaeltacht, de habla mayoritariamente gaélica. Posee una recogida playa en forma de concha y un pequeño caserío que incluye una iglesia, un pub y alojamiento turístico.

## Transporte público
Existe un servicio de autobús a cargo de la empresa Bus Éireann que con la ruta 440 cubre el recorrido Dooagh-Westport-Ireland West Airport Knock.
La estación de ferrocarril más cercana se encuentra a 53 km de distancia, en Westport, desde donde se puede llegar a la estación de Dublín Heuston vía Athlone.